# Richard Ziegert
Karl Richard Ziegert (* 6. Juli 1946 in Bad Kreuznach; † 5. November 2018 in Ludwigshafen am Rhein) war ein deutscher evangelischer Theologe und Autor.

## Leben
Ziegert studierte bis 1970 Evangelischen Theologie, Philosophie und Pädagogik in Heidelberg und Mainz und erwarb 1972 das Diplom für Diakoniewissenschaft am Diakoniewissenschaftlichen Institut der Universität Heidelberg. Im Jahr 1975 promovierte er über die Missionarische Profilierung der Kirche: das Beispiel der Diakonatsbewegung im französischen Katholizismus eben dort. Bis 1986 wirkte Ziegert als Pfarrer an der Pauluskirche in Ludwigshafen am Rhein und war nebenamtlich Vorsitzender der Liturgischen Kommission. Von 1987 bis 1994 amtierte er als Direktor der Evangelischen Akademie der Pfalz und war Islambeauftragter der Evangelischen Kirche der Pfalz, danach seit 1995 Beauftragter für Weltanschauungsfragen bis zu seinem Ruhestand 2011.

## Veröffentlichungen (Auswahl)
- Der neue Diakonat. Das freie Amt für eine missionarische Kirche – Bilanz einer französischen Bewegung 1959–1977. 1. Auflage Vandenhoeck & Ruprecht, Göttingen 1980, ISBN 3-525-56247-0.
- als Hg.: Protestantismus als Kultur. 1. Auflage. Bertelsmann, Bielefeld 1991, ISBN 3-7639-0005-5.
- mit Wilhelm H. Neuser (Hrsg.): Confessio Augustana variata. Das protestantische Einheitsbekenntnis von 1540.  Evang. Presseverlag Pfalz, Speyer 1990 (1. Aufl.) bzw. 1993 (3. Aufl.), ISBN 978-3-925536-51-9.
- als Hg.: Denkmal in Deutschland, v. Hase u. Koehler, Mainz 1993.
- als Hg.: Vielfalt in der Einheit, Theologisches Studienbuch zum 175jährigen Jubiläum der Pfälzischen Kirchenunion, Evang. Presseverlag Pfalz, Speyer 1993.
- als Hg.: Die Zukunft des Schriftprinzips. Deutsche Bibelgesellschaft, Stuttgart 1994, ISBN 3-438-06224-0.
- als Hg.: Die Kirchen und die Weimarer Republik. Neukirchener Verl., Neukirchen-Vluyn 1994, ISBN 3-7887-1507-3.
- als Hg., bearb. von Cornelis Augustijn: Das Wormser Buch. Der letzte ökumenische Konsensversuch vom Dezember 1540/in der dt. Fassung von Martin Bucer. 1. Auflage. spv, Spener, Frankfurt/M. 1995, ISBN 3-930206-20-X.
- Kirche ohne Bildung. Die Akademiefrage als Paradigma der Bildungsdiskussion im Kirchenprotestantismus des 20. Jahrhunderts. 2. Auflage. Lang, Frankfurt am Main 1998, ISBN 978-3-631-33465-2.
- Der Christ als Apologet: Zu den Wandlungen im Grundverständnis kirchlicher „Sektenarbeit“. In: Kirchliche Zeitgeschichte.12, Nr. 1 1999, S. 240–273.
- Zivilreligion – Der protestantische Verrat an Luther. Wie sie in Deutschland entstanden ist und wie sie herrscht. 1. Auflage. Olzog, Reinbek 2013, ISBN 3-95768-098-0.
- Die Verkäufer des perfect life. Über die Amerikanisierung der Religion und den Untergang der EKD-Kirchenwelt in Deutschland. Lit, Berlin 2015, ISBN 978-3-643-13013-6.

Daneben zahlreiche Aufsätze in Blätter für Pfälzische Kirchengeschichte, Liturgische Blätter der Ev. Kirche der Pfalz und Pfälzisches Pfarrerblatt.